# La dolce casa degli orrori
La dolce casa degli orrori è un film per la televisione del 1989, diretto da Lucio Fulci.

## Trama
Una coppia, Mary e Roberto, una sera rientrano in casa e trovano un ladro, che preso dal panico li aggredisce e li uccide. I figli della coppia, Sara e Marco, vengono affidati agli zii, Carlo e Marzia, che decidono per il momento di rimanere nella villa in cui è avvenuto il delitto. 
Tuttavia il rapporto fra zii e nipoti non funziona, ed inoltre in casa iniziano ad accadere strani avvenimenti, come rumori, luci che si accendono da sole, ecc. Esasperata da tutto questo, Marzia convince Carlo a vendere la casa, ma uno strano incidente fa scappare l'agente immobiliare. La coppia è preoccupata anche dal comportamento dei due bambini, che dichiarano di parlare con i fantasmi dei loro genitori. L'influenza di questi fantasmi inizia ad essere sempre più opprimente, e si accanisce contro il giardiniere della villa, vero responsabile della morte di Roberto e Mary, che muore investito da un camion. 
Gli zii, capito che la presenza dei fantasmi è reale, decidono di rivolgersi ad un esorcista, che tenta inutilmente di esorcizzare la casa, ma l'amore dei genitori defunti per i loro figli è così grande che riusciranno a sconfiggerlo.

## Produzione
La dolce casa degli orrori fa parte di una serie intitolata Le case maledette, quattro film prodotti da Reteitalia, consociata di Mediaset, che però non furono mai trasmessi a causa del loro contenuto violento. I quattro film uscirono direttamente in VHS, senza nessun tipo di divieto, grazie alla rivista Nocturno. La serie comprendeva anche La casa nel tempo, diretto da Lucio Fulci, La casa del sortilegio e La casa delle anime erranti, diretti da Umberto Lenzi.
Il ruolo della bambina è interpretato da Ilary Blasi, in seguito conduttrice di programmi televisivi.